# Dichotomanthes tristaniicarpa
Dichotomanthes tristaniicarpa – gatunek roślin z monotypowego rodzaju Dichotomanthes z rodziny różowatych. Jest to endemit Chin – występuje w Syczuanie i Junnanie, gdzie rośnie na stokach górskich od 1300 do 2500 m n.p.m., w miejscach otwartych oraz na skrajów lasów mieszanych i zimozielonych. Kwitnie w kwietniu i maju, przy czym kwiaty są wonne, owocuje latem.

## Morfologia
PokrójKrzewy, czasem niewielkie drzewa do 7 m wysokości. Pędy za młodu gęsto żółtawo lub biało owłosione, później łysiejące; stare pędy szarobrązowe do szaroczarnych. Cierni brak.
LiścieSezonowe, skrętoległe, pojedyncze. Przylistki drobne, nitkowate, szybko odpadające. Ogonek liściowy ok. 0,5 cm długości, gruby i owłosiony. Blaszka liścia eliptyczna do podługowato lancetowatej, osiąga od 3 do 6 cm długości i od 1,5 do 2,5 cm szerokości. Jest skórzasta, całobrzega lub rzadziej piłkowana, od spodu początkowo gęsto białożółtawo owłosiona, z czasem owłosienie zanika całkiem (var. glabrata) lub cienieje (var. tristaniicarpa).
KwiatyZebrane w baldachogrona na szczytach pędów. Wsparte są szybko odpadającymi przysadkami. Szypułki o długości do 3 mm są białożółtawo owłosione. Kwiaty osiągają 5–9 mm średnicy. Wsparte są dwulistkowym kieliszkiem. Hypancjum jest dzwonkowate, o średnicy do 3 mm, mocno owłosione z obu stron. Działki kielicha w liczbie 5, są zielone, trójkątne, krótsze od hypancjum, podczas owocowania powiększają się i stają się mięsiste. Płatków korony jest 5, mają one barwę białą, są zaokrąglone lub szerokojajowate, o długości 3–4 mm, u nasady z krótkim paznokciem. Pręcików jest od 15 do 20 i są one krótsze od płatków. Ich nitki są cienkie i nagie. Zalążnia powstaje z jednego owocolistka, jest górna, jednokomorowa i zawiera dwa zalążki. Szyjka słupka osadzona jest w pozycji bocznej lub blisko szczytowej, zwieńczona jest dyskowatym znamieniem.
OwoceTwarde, skórzaste lub drewniejące, trójkanciaste i wydłużone niełupki, osiągające 5–7 mm długości. Osadzone są w mięśniejącym hypancjum, z którego wystają. Zawierają pojedyncze nasiono.

## Systematyka
Gatunek z monotypowego rodzaju Dichotomanthes Kurz, J. Bot. 11: 194. 1873. Rodzaj zaliczany jest do podplemienia Malinae z plemienia Maleae w obrębie podrodziny Amygdaloideae Arnott w rodzinie różowatych Rosaceae. Jako najbliżej spokrewnione rodzaje wskazywane są Hesperomeles i Vauquelinia.